# 王谭
王谭（前1世纪—前16年），字子元，魏郡元城（今河北省大名县）人，西汉外戚。

## 生平
汉成帝生母皇太后王政君及成帝大将軍王鳳的異母三弟。河平二年（前27年）与弟4人（王商、王立、王根、王逢时）共封列侯（平阿侯），人称五侯。
王谭得不到长兄王鳳的欣赏，王凤临终前向汉成帝推荐了他的堂弟御史大夫王音，而不是王谭。永始元年（前16年）王谭去世，谥号安侯。其子王仁袭封平阿侯，元始四年（4年），王莽殺王仁。平阿侯由王述承袭，建武二年王述去世，侯爵断絶。王譚另有三子王去疾、王閎、王向。